# Садовничий Віктор Антонович
Ві́ктор Анто́нович Садовни́чий (нар. 3 квітня 1939 року, Краснопавлівка, УРСР) — радянський і російський математик, діяч російської вищої освіти. Ректор Московського державного університету імені Михайла Ломоносова з 1992 року, завідувач кафедри математичного аналізу механіко-математичного факультету МДУ, професор, віцепрезидент і академік Російської академії наук, колишній іноземний член Національної академії наук України. Член партії «Єдина Росія». Почесний громадянин Харківської області, підписант листа на підтримку війни проти України. == Біографія == Віктор Антонович Садовни́чий народився 3 квітня 1939 в смт Краснопавлівка Харківської області УРСР. Працювати почав 1956 року — на Донбасі, у Горлівці, де влаштувався на шахту «Комсомолець» — кріпильником. 1958 року вступив на механіко-математичний факультет Московського університету, потім аспірант, асистент, доцент, професор; заступник декана механіко-математичного факультету з наукової роботи, завідувач кафедри функціонального аналізу і його застосувань факультету обчислювальної математики і кібернетики (1981—1982), завідувач кафедрою математичного аналізу механіко-математичного факультету (1982), проректор університету (1982), перший проректор (1984). 23 березня 1992 року на альтернативній основі обраний ректором МДУ. Переобраний 1996, 2001, 2005. Згідно із законом 2009, вибори ректора МДУ скасовано. 1974 став доктором фізико-математичних наук, 1975 року — професором механіко-математичного факультету. Академік Російської академії наук (1997, член-кореспондент з 1994), з 2008 року — віцепрезидент РАН, член бюро Відділення інформатики, обчислювальної техніки і інформатики РАН. Дійсний член низки науково-громадських професійних академій, зокрема Міжнародної академії астронавтики, Російської академії ракетних і артилерійських наук. Голова Вченої Ради МДУ. Президент Союзу ректорів Росії, що об'єднує майже 700 університетів і вищих навчальних закладів країни (1994). Президент Євразійської асоціації університетів, член Постійного комітету Конференції ректорів університетів Європи (CRE), заступник голови постійної комісії ЮНЕСКО в РФ, член низки інших міжнародних наукових і освітніх організацій. Член редколегій багатьох російських і міжнародних наукових журналів. Серед них «Вісник Московського університету» (серія «Математика. Механіка»), «Праці семінару імені І. Г. Петровського», «Інформатика і освіта». Лауреат Державної премії СРСР (1989), премії імені Михайла Ломоносова (МДУ, 1973). Нагороджений орденами Трудового Червоного Прапора (двічі), медалями СРСР, однією з найвищих нагород Франції — відзнакою Командора національного ордена Шани. Наукові інтереси — математика, прикладна математика, інформатика. Основні результати: дано остаточне рішення задачі теорії слідів для звичайних диференціальних операторів, вирішено завдання отримання формул регуляризованих слідів для деяких загальних класів дискретних операторів, зокрема операторів з частинними похідними; створені системи алгоритмічного і програмного забезпечення рухомих тренажерів, що здійснюють динамічну імітацію керованого аерокосмічного польоту на всіх його етапах, включаючи невагомість, результати аналізу і синтезу цих процесів використані для практичної підготовки космонавтів на тренажерах, що діють; розроблені алгоритми обробки космічної інформації; побудовані ефективні методи фрагментації зображення, засновані на виділенні особливостей, і алгоритми відновлення зображення, що використовують значення функції тільки на межах областей фрагментації. Близько 30 років читає на механіко-математичному факультеті основні курси лекцій «Математичний аналіз», «Функціональний аналіз» і інші. Керує загальномосковським семінаром із спектральної теорії, створений ним в 1967 р. Підготував близько 40 кандидатів і 8 докторів наук.[джерело?] Опублікував близько 140 наукових праць, в тому числі 25 підручників, навчальних посібників і монографій, серед них підручники «Математичний аналіз» (у 2 томах, видано болгарською мовою), «Теорія операторів» (видано англійською мовою), навчальний посібник «Завдання і вправи з математичного аналізу», монографія «Математичні завдання динамічної імітації керованих польотів». == Санкції == Підтримав захоплення території України, його підпис стоїть на листі ректорів вищих навчальних закладів Росії до Путіна. 9 червня 2022 року згідно до рішенням РНБО «Про застосування персональних спеціальних економічних та інших обмежувальних заходів (санкцій)» Віктор Садовничий безстроково позбавлений державних нагород України, інших форм відзначення. == Особисте життя == Має трьох дітей.[джерело?] == Нагороди і відзнаки == У 2009 з нагоди 70-річчя Віктора Садовничого президент України Віктор Ющенко нагородив його орденом «За заслуги» І ступеня «за визначний особистий внесок у зміцнення українсько-російського співробітництва у галузі освіти і науки, багаторічну плідну наукову і громадську діяльність». Почесний громадянин міста Москви (2008). Почесний громадянин Харківської області (2010). Почесний доктор Харківського університету з 1999 по 2022 рік. 16 березня 2022 Вчена рада Харківського університету вирішила позбавити Віктора Садовничого звання почесного доктора ХНУ ім. В. Н. Каразіна. До 18 березня 2022 року був почесним громадянином Лозівського району. 19 січня 2025 року позбавлений усіх державних нагород України.
Барельєфний портрет Садовничого в композиції «Видатні ректори МДУ», поряд з портретами Несмеянова і Петровського, з листопада 2011 р. прикрашає один із залів ротонди головної будівлі університету.
На його честь названо астероїд 7075 Садовничий.